# بافر (تطبيق)
بافر (بالإنجليزية: Buffer)، مجموعة من التطبيقات لإدارة الشبكات الاجتماعية. من خلال توفير وسائل للمستخدم لجدولة تغريدات وتحديثات بعض المواقع الاجتماعية ( تويتر، فيسبوك، لنكيد إن...). في ديسمبر 2012، ذكرت مجلة تك كرانش أن الموقع وصل لـ 400.000 مستخدم مسجل. وبعدها بسنة واحدة فقط وبالضبط في شهر ديسمبر 2013 أعلن المؤسس المشارك للخدمة Leo Widrich أن الموقع يخدم مليون مستخدم حاليا.
بدء بافر كمدونة قام بتأسيسها “جويل جاكسوكني” من بيته وذلك في نوفمبر 2010، وبحلول ديسمبر 2011 تم تأسيس شركة مكونة من 18 مستثمر تحت اسم بافر كمستثمرين بمزانية حوالي 450.000 دولار.